# Parupeneus posteli
Parupeneus posteli är en fiskart som beskrevs av Pierre Fourmanoir och Guézé, 1967. Parupeneus posteli ingår i släktet Parupeneus och familjen mullefiskar. IUCN kategoriserar arten globalt som livskraftig. Inga underarter finns listade i Catalogue of Life.